# Macrosiphum tsutae
Macrosiphum tsutae är en insektsart. Macrosiphum tsutae ingår i släktet Macrosiphum och familjen långrörsbladlöss. Inga underarter finns listade i Catalogue of Life.